# Dann habe ich umsonst gelebt
Dann habe ich umsonst gelebt (alem. "Entonces he vivido en vano") es el cuarto álbum de estudio de la banda austríaca L'Âme Immortelle.

## Lista de canciones
1. "Erinnerung"
2. "Judgement"
3. "Epitaph"
4. "Rearranging"
5. "Slut"
6. "Umsonst Gelebt?"
7. "Licht und Schatten"
8. "Voiceless"
9. "Was Hält Mich Noch Hier"
10. "Forgive Me"
11. "Leaving"
12. "Dead Actor's Requiem"
13. "Life Will Never Be the Same Again" - (bonus track)

- Datos: Q5220004